# 日野誠
日野 誠（ひの まこと、1973年9月5日 - ）は、日本のピン芸人、シンガーソングライター。「スーパーアイドル」と称している。本名同じ。
宮崎県宮崎市出身。身長173cm、体重56kg。宮崎県立宮崎南高等学校卒業。

## 概説
中学2年生の時、光GENJIに憧れ、高校卒業後に上京。1993年、欽ちゃん劇団3期生として入団するも、2年後退団。
1995年、東京NSC1期生として入学。
29歳でテレビ番組出演を果たし、その後CDデビューも果たすが、35歳頃から人気が下火となる。
2014年に宮崎に帰郷し、市内の映像製作会社に所属しながら、地元のテレビやラジオ番組に出演している。

## 特徴・エピソード
- ローラースケートを用い、アイドルもどきのパフォーマンスを持ち芸とする。本人は芸人ではなく、スーパーアイドルと自称している[1]。
- 高校時代は同級生に堺雅人（隣のクラス）、1学年上に元プロ野球選手の木村拓也がいた。
- オリジナル曲（後にデビューシングルとなる）「日野誠〜愛のテーマ〜『残された大地』」は銭形金太郎エンディングテーマとして使用。一時期、着メロとしてテレビ朝日サイトで配信される。
- 名倉潤と渡辺満里奈の結婚式2次会のシークレットゲストとして芸を披露したことがある。
- ムード歌謡グループ純烈の「キサス・キサス東京」のPVに出演している[2]。
- かつてゴン（ビックスモールン）と「ガリガリドン」というコンビ名で浅草東洋館に出演したことがある[3][4]。

## 出演

### テレビ
- 銭形金太郎（テレビ朝日）
- 怒りオヤジ（テレビ東京）
- 森田一義アワー 笑っていいとも!（フジテレビ）
- たけしのニッポンのミカタ!（テレビ東京）
- ラジかるッ（日本テレビ）
- 日本ものまね大賞（フジテレビ）
- ゴールド・ラッシュ!（フジテレビ）
- バラエティーざっくばらん（NHK）
- 第44回NHK紅白歌合戦（NHK）- 欽ちゃん劇団として
- 今夜はプネ・プネ（日本テレビ）
- 100人目のバカ（フジテレビ）
- ダウンタウンのガキの使いやあらへんで!!（日本テレビ）
- よかとこ発見!蛙亭イワクラ使節団〜伊藤と肥満とサイダーと〜 （テレビ宮崎）[5]

### ラジオ
- まこととなあるのホントに大丈夫？（宮崎サンシャインエフエム）- メインパーソナリティー
- マコトとカナのもう、おなかいっぱい！（宮崎サンシャインエフエム）- メインパーソナリティー

### 映画
- クラッシャーカズヨシ

### PV
- キサス・キサス東京（純烈）

## 音楽作品

### シングル
- 日野誠〜愛のテーマ〜『残された大地』（2004年7月21日）[6]
銭形金太郎（テレビ朝日）エンディングテーマ
- ボクはヒノマコト